# Menhir von Cynynion

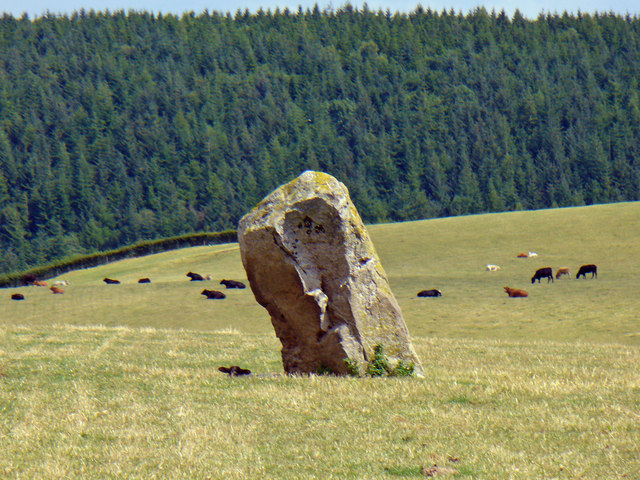
Menhir von Cynynion

Der Menhir von Cynynion (englisch Standing stone) steht auf einem Hügel bei Rhydycroesau in der Nähe von Oswestry im Nordwesten von Shropshire in England an der Grenze zu Wales. 
Der Menhir ist ein nach Norden geneigter quaderförmiger bronzezeitlicher Kalksteinblock von etwa 2,0 m Höhe, 1,2 m Breite und 0,8 m Dicke.
In der Nähe steht nordöstlich der Menhir von Carreg y Big.